# 3953 Perth
3953 Perth este un asteroid din centura principală, descoperit pe 6 noiembrie 1986 de Edward Bowell.